# Werner Somers
Werner Somers (Ninove, 24 januari 1974) is een Belgisch Vlaams-nationalistisch politicus voor Vlaams Belang.

## Biografie
Somers is gehuwd en heeft drie kinderen.
Hij studeerde in 1996 af in de Germaanse filologie aan de Universiteit Gent. Na zijn studies werkte hij voor korte tijd in de logistiek bij een toeleveringsbedrijf van Volkswagen. In 2013 behaalde hij eveneens een master Nederlands recht aan Open Universiteit Nederland en op 6 november 2020 verkreeg Somers de graad van doctor met de verdediging van een proefschrift over de internationaalrechtelijke status van Taiwan aan diezelfde universiteit. In 2023 behaalde hij ten slotte een master Belgisch recht aan de Vrije Universiteit Brussel.
In zijn studententijd te Gent was Somers actief bij de Nationalistische Studentenvereniging (NSV). Ook was hij politiek secretaris bij de Vlaams Belang Jongeren en werkte hij van 1998 tot 2014 als wetenschappelijk medewerker voor de Vlaams Blok- en Vlaams Belang-fractie in de Kamer van volksvertegenwoordigers, waarbij hij zich verdiepte in asiel en migratie en vreemdelingendossiers. Van oktober 2014 tot aan zijn verkiezing in de Kamer in juni 2024 was Werner Somers als jurist-vertaler aan de slag bij het Europees Hof van Justitie in Luxemburg.
In oktober 2000 werd Somers verkozen tot gemeenteraadslid van Ninove, voor Vlaams Blok/Vlaams Belang en vanaf 2012 voor Forza Ninove. Als raadslid specialiseerde hij zich in ruimtelijke ordening. In september 2016 nam hij ontslag uit deze functie omdat ze moeilijk te combineren viel met zijn internationale baan.
Bij de federale verkiezingen van juni 2024 werd Somers vanop de vierde plaats van de Oost-Vlaamse kieslijst van Vlaams Belang met 10.900 voorkeurstemmen verkozen in de Kamer van volksvertegenwoordigers. Na lijsttrekker Barbara Pas behaalde hij het tweede grootste aantal voorkeurstemmen op deze lijst, wat hem tevens een plaats opleverde in de top tien van de voorkeurstemmen van de Oost-Vlaamse kandidaten van alle partijen voor de Kamer. Als Kamerlid werd hij actief in de commissie Grondwet.
Op 13 oktober 2024 werd Somers vanaf de derde plaats met 3.346 voorkeurstemmen verkozen als gemeenteraadslid van Forza Ninove. Op 5 december van datzelfde jaar legde hij de eed af als schepen van Ninove, bevoegd voor ruimtelijke ordening, stadsontwikkeling, leefmilieu, klimaat, energie, landbouw, cultuur, bibliotheek, erfgoed, Europese aangelegenheden en archief. 
Werner Somers is de auteur van Het Belgische ongeluk. Waarom Vlaanderen dit jaar niets te vieren heeft (Uitgeverij Egmont, 2005), De Staat van Taiwan. Een volkenrechtelijke analyse (Wolf Legal Publishers, 2021) en The State of Taiwan. From International Law to Geopolitics (Brill-Nijhoff, 2023).
Somers is een afstammeling van de Zeven Geslachten van Brussel en is lid van de vereniging die deze afstammelingen groepeert. 